# Пінава
Пінава (англ. Pinawa) — самоврядний район в Канаді, у провінції Манітоба, у складі сільського муніципалітету Лак-дю-Бонне.

## Населення
За даними перепису 2016 року, самоврядний район нараховував 1504 особи, показавши зростання на 4,2%, порівняно з 2011-м роком. Середня густина населення становила 11,7 осіб/км².
З офіційних мов обидвома одночасно володіли 115 жителів, тільки англійською — 1 390. Усього 155 осіб вважали рідною мовою не одну з офіційних, з них 20 — українську.
Працездатне населення становило 48,9% усього населення, рівень безробіття — 8,5% (12,7% серед чоловіків та 3,4% серед жінок). 89,1% осіб були найманими працівниками, а 10,1% — самозайнятими.
Середній дохід на особу становив $44 868 (медіана $42 688), при цьому для чоловіків — $54 019, а для жінок $34 656 (медіани — $53 291 та $29 205 відповідно).
19,2% мешканців мали закінчену шкільну освіту, не мали закінченої шкільної освіти — 15,8%, 64,5% мали післяшкільну освіту, з яких 40,4% мали диплом бакалавра, або вищий, 20 осіб мали вчений ступінь.
| Статево-вікова структура населення | Статево-вікова структура населення | Статево-вікова структура населення | Статево-вікова структура населення | Статево-вікова структура населення |
| ---------------------------------- | ---------------------------------- | ---------------------------------- | ---------------------------------- | ---------------------------------- |
|                                    |                                    |                                    |                                    |                                    |
| Всього                             | Всього                             | 50,0%                              |                                    |                                    |
| 0 — 14 років                       | 0 — 14 років                       |                                    | 9,9%                               | 9,9%                               |
| 15 — 64 років                      | 15 — 64 років                      |                                    | 52%                                | 52%                                |
| 65 і більше                        | 65 і більше                        |                                    | 38,1%                              | 38,1%                              |
| 85 і більше                        | 85 і більше                        |                                    | 3,6%                               | 3,6%                               |
| Середній вік (років)               | Середній вік (років)               | 52,753,8                           | 53,3                               | 53,3                               |
| Медіана (років)                    | Медіана (років)                    | 59,159,5                           | 59,3                               | 59,3                               |
| — чоловіки — жінки                 |                                    |                                    |                                    |                                    |

| Походження мешканців:     | Походження мешканців:     | Походження мешканців: | Походження мешканців: | Походження мешканців: |
| ------------------------- | ------------------------- | --------------------- | --------------------- | --------------------- |
| Походження                |                           |                       | осіб                  | %                     |
| Корінні американці        | Корінні американці        |                       | 110                   | 7.61%                 |
| Інше північноамериканське | Інше північноамериканське |                       | 345                   | 23.88%                |
| Європейське               | Європейське               |                       | 1 235                 | 85.47%                |
| британське                | британське                |                       | 720                   | 49.83%                |
| французьке                | французьке                |                       | 200                   | 13.84%                |
| українське                | українське                |                       | 250                   | 17.3%                 |
| Азійське                  | Азійське                  |                       | 90                    | 6.23%                 |
| Океанійське               | Океанійське               |                       | 10                    | 0.69%                 |

| Зайнятість населення за галузями (за класифікацією NOC): | Зайнятість населення за галузями (за класифікацією NOC): | Зайнятість населення за галузями (за класифікацією NOC): | Зайнятість населення за галузями (за класифікацією NOC): | Зайнятість населення за галузями (за класифікацією NOC): |
| -------------------------------------------------------- | -------------------------------------------------------- | -------------------------------------------------------- | -------------------------------------------------------- | -------------------------------------------------------- |
|                                                          |                                                          |                                                          |                                                          |                                                          |
| Управління                                               | Управління                                               |                                                          | 8,6%                                                     | 8,6%                                                     |
| Бізнес, фінанси та адміністрування                       | Бізнес, фінанси та адміністрування                       |                                                          | 10,9%                                                    | 10,9%                                                    |
| Природничі та прикладні науки                            | Природничі та прикладні науки                            |                                                          | 15,6%                                                    | 15,6%                                                    |
| Охорона здоров'я                                         | Охорона здоров'я                                         |                                                          | 10,2%                                                    | 10,2%                                                    |
| Освіта, правозахист, муніципальні та урядові служби      | Освіта, правозахист, муніципальні та урядові служби      |                                                          | 14,1%                                                    | 14,1%                                                    |
| Мистецтво, культура, відпочинок та спорт                 | Мистецтво, культура, відпочинок та спорт                 |                                                          | 3,1%                                                     | 3,1%                                                     |
| Роздрібна торгівля та послуги                            | Роздрібна торгівля та послуги                            |                                                          | 22,7%                                                    | 22,7%                                                    |
| Гуртова торгівля, транспорт та обладнання                | Гуртова торгівля, транспорт та обладнання                |                                                          | 10,9%                                                    | 10,9%                                                    |
| Природні ресурси, сільське господарство                  | Природні ресурси, сільське господарство                  |                                                          | 1,6%                                                     | 1,6%                                                     |
| Виробництво                                              | Виробництво                                              |                                                          | 3,1%                                                     | 3,1%                                                     |

## Клімат
Середня річна температура становить 2,1°C, середня максимальна – 23,6°C, а середня мінімальна – -24,1°C. Середня річна кількість опадів – 577 мм.
| Клімат поселення                              | Клімат поселення | Клімат поселення | Клімат поселення | Клімат поселення | Клімат поселення | Клімат поселення | Клімат поселення | Клімат поселення | Клімат поселення | Клімат поселення | Клімат поселення | Клімат поселення | Клімат поселення |
| Показник                                      | Січ.             | Лют.             | Бер.             | Квіт.            | Трав.            | Черв.            | Лип.             | Серп.            | Вер.             | Жовт.            | Лист.            | Груд.            |                  |
| Середній максимум, °C                         | −11,9            | −7,82            | −0,71            | 8,72             | 16,73            | 22,21            | 23,62            | 22,23            | 16,52            | 9,70             | −0,45            | −10,1            |                  |
| Середня температура, °C                       | −17,99           | −13,9            | −6,8             | 2,64             | 10,66            | 16,12            | 19,15            | 17,76            | 12,04            | 5,23             | −4,9             | −14,59           |                  |
| Середній мінімум, °C                          | −24,08           | −19,98           | −12,87           | −3,45            | 4,57             | 10,04            | 14,68            | 13,30            | 7,58             | 0,79             | −9,38            | −19,05           |                  |
| Норма опадів, мм                              | 23               | 17               | 25               | 31               | 67               | 96               | 85               | 69               | 62               | 46               | 31               | 25               |                  |
| Середньомісячна швидкість вітру, м/с          | 3.33             | 3.31             | 3.60             | 3.70             | 3.90             | 3.50             | 3.30             | 3.40             | 3.80             | 4.00             | 3.90             | 3.40             |                  |
| Середньомісячна сонячна радіація, кДж/м²·день | 4236             | 7514             | 12417            | 17057            | 20028            | 20788            | 21212            | 17918            | 12293            | 7198             | 4051             | 3095             |                  |
| --------------------------------------------- | ---------------- | ---------------- | ---------------- | ---------------- | ---------------- | ---------------- | ---------------- | ---------------- | ---------------- | ---------------- | ---------------- | ---------------- | ---------------- |
| Джерело:                                      |                  |                  |                  |                  |                  |                  |                  |                  |                  |                  |                  |                  |                  |